# Pervez Musharraf
Pervez Musharraf (en urdu: پرویز مشرف‎, Parvez Muśarraf; Delhi, 11 de agosto de 1943-Dubái, 5 de febrero de 2023) fue un militar y político pakistaní. Fue dictador y jefe del ejército de Pakistán entre el 20 de junio de 2001 y el 18 de agosto de 2008 tras asumir el poder el 12 de octubre de 1999 mediante un golpe de Estado en el que no se produjeron víctimas.

## Biografía
Nació el 11 de agosto de 1943 en Delhi, Raj Británico, y tras la partición del país asiático en 1947 se mudó con su familia a la ciudad de Karachi (Pakistán).
Entre 1949 y 1956, Musharraf vivió en Turquía, donde su padre fue enviado como diplomático. Allí recibió sus primeros años de educación, que luego completaría en colegios cristianos de Pakistán como el San Patricio en Karachi, y Forman en Lahore.
En 1961 ingresó en la Academia Militar de Pakistán y en 1964, tras graduarse como suboficial, fue destinado a un regimiento de artillería con el que participó en la segunda guerra indo-pakistaní de 1965, centrada en el territorio de Cachemira. Fue condecorado con la medalla al valor.
En 1971 participó en la nueva guerra con India precipitada por la secesión de Bangladés, el antiguo Pakistán Oriental, como comandante de compañía en un batallón de comandos. En 1991 fue elevado a general de brigada de infantería, en 1993 sirvió como director de operaciones militares en el cuartel general del ejército y en 1995 recibió el galón de teniente general y el mando de un prestigioso cuerpo de élite del ejército.
Participó en dos guerras contra la India a lo largo de su carrera militar y tras presidir el Alto Mando del ejército pakistaní encabezó el golpe de Estado de 1999 en contra de Nawaz Sharif, al cual condenó a un arresto domiciliario. El 20 de junio de 2001 se convirtió oficialmente en el presidente de la nación y tras los atentados del 11 de septiembre de 2001 se convirtió en uno de los principales aliados de los Estados Unidos en su lucha contra el terrorismo.
Musharraf fue reelegido como presidente el 6 de octubre de 2007, según informó el gobierno local, aunque el resultado definitivo se confirmará cuando el Tribunal Supremo falle sobre la legalidad del proceso.
Un día después de ser reelegido, el 7 de octubre, atacó los santuarios talibanes del norte de Pakistán.
El 29 de noviembre de 2007, después de que el Tribunal Supremo validará las elecciones y Musharraf abandonara su cargo como Jefe de las Fuerzas Armadas, juró su cargo como Presidente del país para un mandato de cinco años.

### Declaración de estado de excepción en noviembre de 2007
El 3 de noviembre de 2007, Musharraf declaró el estado de excepción en el país por las «injerencias judiciales». Justificó la decisión porque «el sistema gubernamental del país estaba paralizado por las injerencias judiciales» y a causa del «choque entre las instituciones gubernamentales y el sistema judicial», por lo que se requiere de un «nuevo orden constitucional provisional». En un comunicado emitido en televisión, Musharraf afirmó que esperaba que las libertades democráticas sean restauradas tras las elecciones generales, previstas en un principio para enero de 2008. La decisión se produjo en medio del proceso del Tribunal Supremo de Pakistán que debía decidir sobre la validez de la reelección de Musharraf para un nuevo mandato presidencial de cinco años. Musharraf, se reunió previamente con los líderes del Gobierno para analizar la situación en el país.
El presidente del Tribunal Supremo de Pakistán, Iftikhar Chaudhry, fue puesto «bajo custodia» en un lugar no revelado poco después de la declaración del estado de excepción en el país, según fuentes judiciales, junto con otros ocho magistrados. Antes de su arresto, Chaudhry y los otros ocho magistrados declararon ilegal e inconstitucional el nuevo orden proclamado por el régimen de Pervez Musharraf.

### Dimisión
El 18 de agosto de 2008, mediante un mensaje televisivo, Musharraf anunció su abandono de la presidencia de Pakistán ante el proceso de destitución iniciado por el Gobierno de Yousaf Raza Gillani y los líderes seguidores de la asesinada Benazir Bhutto. Al día siguiente, 19 de agosto, se iba a votar en la Asamblea Nacional el proceso de destitución por violación de la Constitución y la propuesta contaba con amplia mayoría parlamentaria para llegar a término. En la intervención declaró:

Desgraciadamente, ciertas personas, con intereses personales, han lanzado falsas acusaciones en mi contra, han engañado al pueblo. Después de consultar con mis consejeros legales y con mis aliados políticos y siguiendo su consejo, he tomado la decisión de dimitir. Enviaré hoy mi dimisión al presidente de la Asamblea Nacional.

Tras su dimisión, fue sucedido interinamente por Muhammad Mian Soomro, siendo sustituido oficialmente por Asif Ali Zardari, viudo de Benazir Bhutto.

### Reacciones
El hijo de la asesinada líder del Partido Popular de Pakistán (PPP), Benazir Bhutto, Bilawal Bhutto, señaló que con la marcha de Musharraf «se ha eliminado un obstáculo para la democracia». Bilawal estaba destinado a asumir el liderazgo del PPP cuando llegase a la edad de 25 años. Su formación está comprometida en restituir en sus cargos a los magistrados del Tribunal Supremo expulsados por Musharraf. Con esta opinión se alinea con su partido aliado en el Gobierno, la Liga Musulmana-N, que se mostró partidaria de restaurar «pronto» en sus cargos a los jueces.
El gubernamental Partido Popular de Pakistán (PPP), calificó la dimisión del presidente como «una victoria del pueblo ... Finalmente los pakistaníes consiguen librarse de la dictadura y es un motivo de alegría» dijo un portavoz de la secretaría de información, la más importante de las que componen el Gobierno. La fuente agregó que la salida del exgeneral traería estabilidad política al país.
La gubernamental Liga Musulmana-N, liderada por el ex primer ministro Nawaz Sharif, felicitó la dimisión del presidente, y se mostró contraria a otorgarle inmunidad. «Nuestra posición respecto a concederle una salida es clara. Musharraf ha quebrantado la Constitución y debe pagar por ello», explicó el secretario de información, Ahsan Iqbal.
El ministro pakistaní de Asuntos Exteriores, Shah Mehmud Qureshi, mostró su confianza en que la dimisión traería «estabilidad política» a Pakistán y dijo:

Le habíamos aconsejado que lo hiciera (dimitir). La democracia y sus instituciones se deben fortalecer en este momento.

La Liga Musulmana-Q, formación afín a Pervez Musharraf, calificó la decisión del presidente pakistaní de dimitir como «digna y elegante» y aseguró que «fortalecerá el sistema democrático».

### Condena a muerte
El 17 de diciembre de 2019 fue condenado a muerte por traición in absentia, tras una acusación que pesaba sobre él desde 2013 por haber suspendido la Constitución e impuesto el estado de emergencia en 2007. Se trataba de la primera vez en la historia del país en la que un jefe militar era declarado culpable de alta traición y, además, sentenciado a muerte.
El veredicto, que fue dictado por un panel de tres miembros del tribunal especial, encabezado por el juez superior del Tribunal Superior de Peshawar, Waqar Ahmed Seth, fue posteriormente anulado por el Tribunal Superior de Lahore el 13 de enero de 2020.
Murió el 5 de febrero de 2023 de β-fibrillosis (amiloidosis).